# SIG Sauer P320
La SIG Sauer P320 es una pistola semiautomática fabricada por J.P. Sauer & Sohn, y SIG Sauer de Exeter, Nuevo Hampshire. La SIG Sauer P320 esta fabricada en los calibres .357 SIG, .40 S&W, .45 ACP y 9 × 19 mm Parabellum. La P320 de calibre 9x19mm fue introducida en el mercado norteamericano el 15 de enero de 2014 seguida por el modelo compacto de calibre 45 ACP en el SHOT Show en enero de 2015. La P320 fue un desarrollo de la P250.

## Detalles de diseño

### Mecanismo de operación
Como otras pistolas de SIG Sauer, la P320 es operada por retroceso corto y es una pistola de recámara bloqueada. Utiliza el típico cañón SIG Sauer operado por leva, la que se bloquea en el puerto de eyección en la corredera.

### Características
Una característica clave de la pistola es su diseño modular. El módulo principal de la P320 es una unidad de control de fuego de armazón interno de acero inoxidable, la que consiste del grupo de control integrado de fuego (gatillo, percutor, y todas las conexiones necesarias y muelles), retén de corredera ambidiestro (uno en cada lado de la pistola), expulsor, y cuatro rieles de corredera. Esta unidad de caja de acero es usada en cada P320 módulo de empuñadura y combinación de calibre y es insertada en el módulo de armazón de empuñadura, y fijada por el alfiler axis de la palanca de desembalaje. El número serial del arma esté en la unidad de control de fuego en lugar de en el módulo de empuñadura. La unidad de control de fuego permite que el operador intercambie módulos de asamblea de corredera de tamaños diferentes y módulos de armazones de empuñadura de polímero y zapatas de gatillos y (limitadas) conversiones de calibres para adaptar la pistola al usuario individual y para enfrentar necesidades diferentes.
La P320 fue desarrollada para ser de uso ambidiestro, luciendo una palanca de reten de corredera ambidextra y un receptor de cargador reversible por usuario. Todo de los otros controles son desarrollados para que puedan ser operados por cualquier lado. La pistola puede ser desmontada sin apretar el gatillo o necesitar una herramienta, una característica adicional de seguridad para evitar descarga accidental.
Los módulos de empuñadura de tamaño completo y tamaño compacto llevan un riel Picatinny integral en el borde bajo frontal del módulo para permitir la montadura de miras láseres, luces tácticas, y otros accesorios.

#### Opciones modulares
La pistola P320 se ofrece en tres tamaños de módulos de empuñadura- pequeño, medio, y grande -en cada variante. Las partes altas de la pistola también están disponibles en variantes de tamaños completos, compactos, y subcompactos que cabrán los módulos de empuñadura corresponsales. Cada calibre puede ser convertida por el usuario con un kit de cambio de calibre. El 9x19 mm, .40 S&W, y .357 SIG calibres comparten sus módulos de empuñadura y esto ofrece la posibilidad de intercambiar estos calibres por cambiar los partes altos de la pistola –la corredera, muelle, cañón, y cargador–. Debido al tamaño mayor de la cartuchera de .45 ACP, esta calibre usa módulos de empuñadura ligeramente más anchos con un cargador más grande.
El fabricante ofrece kits de cambio de calibre o "Caliber X-Change Kits" con un corredera, asamblea de retroceso, cañón, cargador, y módulo de empuñadura en los tamaños variantes de armazones, empuñaduras, y calibres. Estos kits permiten que un usuario cambie las configuraciones del P320 sin uso de herramientas.

### Seguridad
La P320 no tiene seguros manuales, para permitir disponibilidad instantánea de uso. En su lugar lleva un mecanismo de seguridad automático de percutor que garantiza la carga segura, evitando descargas accidentales si la pistola cae o se maneja sin cuidado.

### Sistema de gatillo
El gatillo es auto amartillado con un percutor propulsado por muelle. El sistema tiene un pesado de tira de alrededor de 28,95 N. El gatillo de la P320 está disponible en estándar (sólido) o con seguridad de gatillo.

### Cañón
La P320 está disponible con cañón de 120 mm, 98 mm, o 91 mm.

### Alimentación de munición
La pistola se alimenta de cargadores de metal con una capacidad de seis a diecisiete cartuchos.

### Miras
La P320 tiene una mira de tres puntos, de la que el punto de mira puede ser derivado a la izquierda o derecha en su alza para compensar por viento. Hay tres alturas de alzas y seis alturas de punto de miras disponibles para compensar por elevación. Una mira auto luminosa nocturna de SIGLITE propulsada por tritio en alturas diferentes es opcional, pero es estándar en kits de intercambio.

### Accesorios
Los accesorios de fabricante consisten de cargadores de recambio, kits de intercambio de calibre, una zapata de gatillo corto de alcance reducida, pistoleras, y la unidad STL-900L Luz Táctica Láser.

## Variantes
- Sistema de pistola modular variante - Desarrollado para alcanzar los requisitos por el programa MHS. Modificaciones incluyen:
- Seguridad de pulga ambidextra
- Indicador de cargador cargado
- Subensamble de corredera mejorada para captar componentes pequeños cuando desensamblada
- Gatillo mejorado "mud flap" para evitar que escombros externos perjudiquen el accionar de la pistola.

## Usuarios
- Estados Unidos: Nueva pistola que sustituirá a la Beretta M9 en los modelos estándar y compacto de 9×19mm Parabellum
- Tailandia: Petición para permiso para compras privadas por la Real policía tailandesa; 150 000 unidades[1]
- Patrulla de Carretera del Oklahoma[2]
- Bolivia: Pistola de dotación de la Policía Boliviana, adquirida también por oficiales del Ejército, Fuerza Aérea, y Armada en calibre 9×19mm Parabellum.
- España: Nueva pistola de dotación para el GEO y los GOES, reemplazando en los primeros a la SIG P226 y en los segundos a las H&K.[3]